# دهستان لاوری
دهستان لاوری (به لاتین: Lauri Gewog) یک دهستان در کشور بوتان است که در ناحیهٔ سادروپ جونگخار واقع شده‌است.